# Walter Blume (SS-Mitglied)

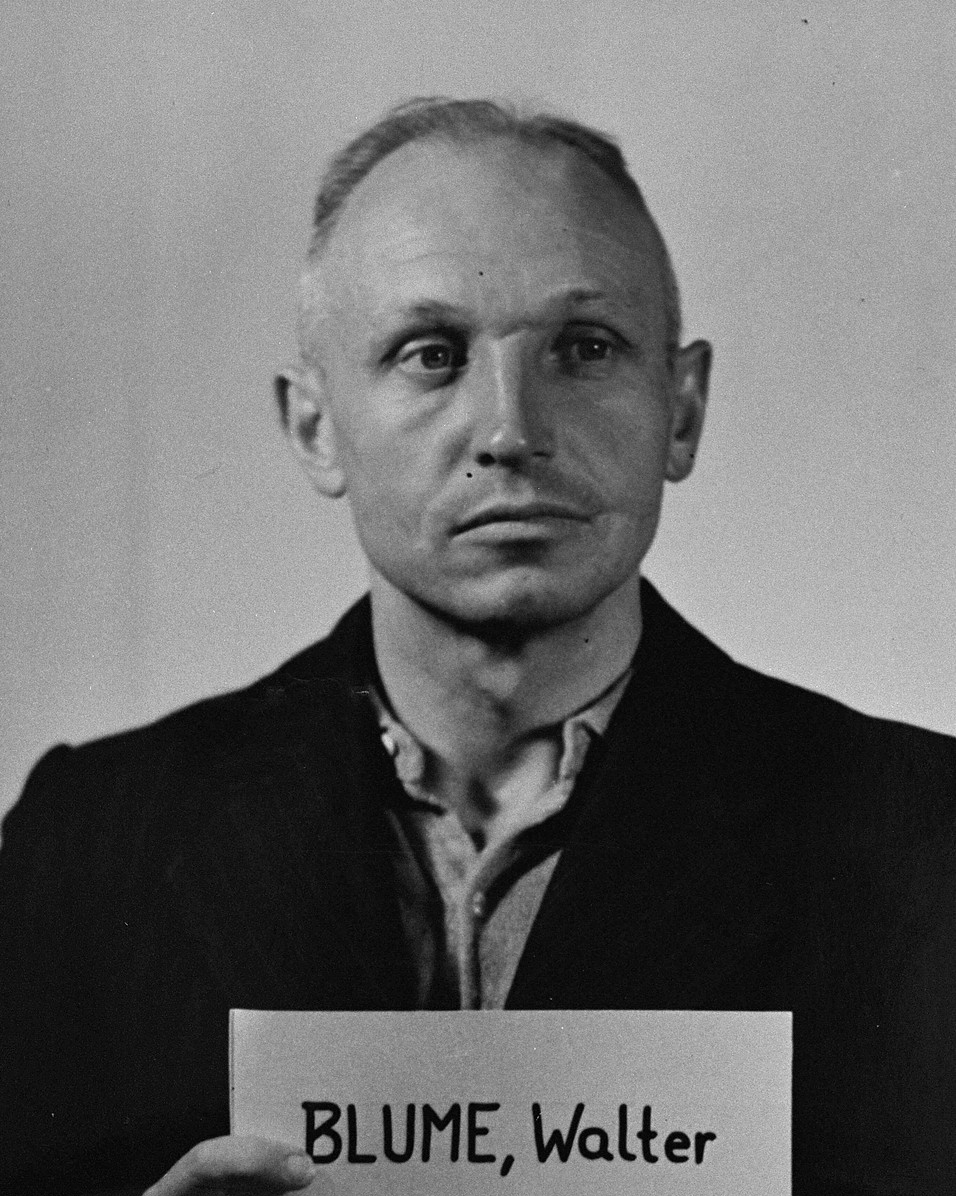
Walter Blume beim Einsatzgruppen-Prozess

Walter Blume (* 23. Juli 1906 in Dortmund; † 13. November 1974 ebenda) war SS-Standartenführer und Ministerialrat. Für Vergehen zwischen Juni und September 1941 als Anführer des Sonderkommandos 7a (innerhalb der Einsatzgruppe B) in der Sowjetunion wurde er im Einsatzgruppen-Prozess 1948 wegen Verbrechen gegen die Menschlichkeit, Kriegsverbrechen und der Mitgliedschaft in einer verbrecherischen Organisation angeklagt und zum Tode verurteilt, 1951 aber begnadigt und 1955 aus der Haft entlassen.

## Leben
Walter Blume wurde 1906 in Dortmund als Sohn eines Oberlehrers geboren. Evangelisch erzogen studierte er nach dem Abitur Jura in Bonn, Jena und Münster. Die erste juristische Staatsprüfung bestand er 1929 und auch 1932 das Assessorexamen, dieses mit „ausreichend“. Wie viele andere junge Assessoren konnte er anschließend froh sein, ein sogenanntes unentgeltliches richterliches Kommissarium zu erhalten.
Er arbeitete als unbezahlter Hilfsrichter im Amtsgericht in Dortmund. Mit der „Machtergreifung“ der NSDAP ergab sich für Blume eine unerwartete Karrierechance. Ein Anwalt vermittelte ihm eine Beschäftigung beim Polizeipräsidium, die er probeweise annahm. Im Ergebnis ernannte ihn am 1. März 1933 der neu eingesetzte Polizeipräsident Wilhelm Schepmann zum Leiter der politischen Abteilung des Polizeipräsidiums in Dortmund. Mit Dienstbeginn trat er der SA und zum 1. Mai 1933 der NSDAP bei (Mitgliedsnummer 3.282.505). Im gleichen Jahr begann seine informelle Tätigkeit für den SD.

### Im Staatspolizeiamt
Wie viele Angehörigen des Leitenden Dienstes bei der Gestapo wechselte Walter Blume in den folgenden Jahren mehrfach den Einsatzort und den Arbeitsplatz. Bis Herbst 1934 blieb er in Dortmund und wurde anschließend nach Berlin, Halle und Hannover versetzt. 1935 erfolgte sein Übertritt von der SA zur SS (SS-Nummer 267.224).
Durch diesen ständigen Wechsel des Personals erreichte die Führungsspitze der Sicherheitspolizei und des Sicherheitsdienstes um Heydrich, dass die führenden Kräfte möglichst viele Erfahrungen in Sachen Terror und Unterdrückung sammeln konnten. Zum anderen konnten sie durch ihre „Nicht-Sesshaftigkeit“ ein hohes Maß an Flexibilität und Einsatzbereitschaft zeigen.
Aus Halle berichtete Blume stolz im Dezember 1935 über seine Erfolge bei der Verfolgung der Juden:
„1. Halle wird von einem Zuzug durch Juden gemieden. 2. Es macht sich eine verstärkte Abwanderung bemerkbar. 3. In Halle ist eine fast völlige Zurückziehung der Juden aus der Öffentlichkeit zu bemerken.“
Tatsächlich bildete für die berufliche Karriere von Blume 1935 ein Schlüsseljahr, ab dem er immer weiter in der Hierarchie des Sicherheitsdienstes aufstieg. Im September 1936 wurde er zum Regierungsrat ernannt, und nach Kriegsbeginn, im Dezember 1939 zum Oberregierungsrat ernannt und als Chef der Gestapo Berlin eingesetzt.

### Im Reichssicherheitshauptamt
Im März 1941 wechselte Walter Blume zum Reichssicherheitshauptamt und übernahm dort die Leitung der Personalabteilung (Gruppe I A) im Amt I, das von SS-Brigadeführer Bruno Streckenbach geleitet wurde. In den folgenden Monaten war Blume maßgeblich an der Zusammenstellung des Personals für die Mordkommandos der sich formierenden Einsatzgruppen beteiligt. Das erfolgte in enger Abstimmungen mit dem Chef des RSHA, Reinhard Heydrich und auf der Grundlage einer Anweisung des Reichsführers der SS, Heinrich Himmler vom Frühjahr 1941. Hier war bestimmt, dass die Einsatzgruppen zwar in den von der Wehrmacht besetzten Territorien, ihr folgend, zu handeln hatten. Sie erhielten jedoch eine Sonderrolle zur physischen Vernichtung der dort lebenden Juden, Zigeunern und Kommunisten, sowie kranker und behinderter Menschen. Im Juni 1941 wurde Blume selbst Führer des Sonderkommandos 7a (in der Einsatzgruppe B). Ihr Operationsgebiet befand sich um Raum der Ukraine, der Baltischen Staaten und der Sowjetunion. Anfang Juli hatten sie bereits Minsk erreicht und verübten dort am 15. August 1941 eine Massenerschießung, an der Heinrich Himmler persönlich teilnahm. Bis Mitte September hatte die Einsatzgruppe B nach eigenen Angaben insgesamt 24.000 Menschen in Belarus und Russland ermordet. Ende September 1941 gab er den Posten ab und kehrte nach Berlin zurück. Dort nahm er im RSHA seinen früheren Arbeitsplatz im Amt I wieder ein. Für seine „Leistungen“ wurde er danach zum Ministerialrat ernannt und einen Monat später zum SS-Standartenführer befördert.
Im Juni 1942 wurde er zur „Bandenbekämpfung“ von Partisanen in Slowenien eingesetzt. Nach einem Intermezzo als Chef der Sicherheitspolizei in Düsseldorf ging er im August 1943 als Befehlshaber der Sicherheitspolizei und des SD (BdS) nach Athen. Hier hatte er die Befehlsgewalt über ca. 40 Angehörige der Sicherheitspolizei, des Sicherheitsdienstes und einige Kräfte der Ordnungspolizei. Seine Aufgabe bestand hier hauptsächlich in der Aufspürung und Bekämpfung von regionalen Widerstandskräften, der Erfassung und Vernichtung von Personen aus rassischen Gründen (Juden, Sintis und Romas) sowie die Bekämpfung von Gruppen und Einzelpersonen aus ideologischen Gründen. Dazu gehörten auch standrechtliche Erschießungen, Einweisungen in KZ und Straflager, Tötung von Kriegsgefangenen, Partisanen und „Vernichtung lebensunwerten Lebens“. Ihm selbst unterstanden die eingerichteten Straf- und Internierungslager. Ein besonderer Schwerpunkt bildeten in seinem Zuständigkeitsbereich die Juden in Griechenland. Dabei bekam er Unterstützung von den Eichmann-Mitarbeitern Dieter Wisliceny und Anton Burger. Sie organisierten die Deportation der verbliebenen griechischen Juden in das Vernichtungslager Auschwitz. Seine Untergebenen beschenkte Blume zu Weihnachten 1943 mit ausgesuchten Kleidungsstücken (aus dem Eigentum der ermordeten griechischen Juden).
Blume kehrte Ende 1944 nach Berlin zurück. Nach einem wegen der vorrückenden alliierten Truppen nicht realisierten Auftrag setzte er sich in Richtung Salzburg ab. Hier schloss er sich den dort operierenden Einheiten der Waffen-SS an. In diesem Raum erfolgte dann auch, nach der deutschen Kapitulation, seine Festnahme.

### Nach 1945
Blume wurde 1947 festgenommen und musste sich 1948 im Einsatzgruppen-Prozess verantworten. Sein Verteidiger war Günther Lummert. Vom Vorsitzenden Richter Musmanno befragt, warum er den Mord wehrloser Zivilisten befohlen habe, antwortete Blume, dass „ein deutscher Soldat“ zwar „eigentlich“ auf wehrlose Menschen nicht schieße, jedoch „der Führer diese Erschießungen befohlen“ habe, „weil diese Leute sonst auf uns oder unsere Kameraden als Partisanen schießen würden [wenn sie am Leben blieben], und auch an den Schutz unserer Frauen und Kinder mußten wir denken.“ Dabei handelte es sich um eine kaum stichhaltige Schutzbehauptung, denn da die Zahl der Männer in den besetzten Gebieten durch deren Dienst in den sowjetischen Streitkräften stark abgenommen hatte, waren es vor allem Frauen und Kinder, die den Massenverbrechen unter Blume zum Opfer gefallen waren. Auf die Soldaten der Wehrmacht, der SS oder der Polizeieinheiten hatten diese Opfer des Einsatzkommandos nie geschossen.
Blume wurde 1948 wegen der von ihm begangenen Kriegsverbrechen, Verbrechen gegen die Menschlichkeit, als Angehöriger einer verbrecherischen Organisation zum Tode verurteilt. Gegenstand des Verfahrens waren ausschließliche die 1941 von ihm als Leiter des Sonderkommandos begangenen Straftaten. Dieses Urteil wurde nicht vollstreckt, dann 1951 zu 25 Jahren Haft umgewandelt. Ohne diese Strafe verbüßt zu haben, wurde Blume 1955 aus dem Kriegsverbrechergefängnis Landsberg entlassen. Er arbeitete anschließend u. a. als Geschäftsführer in Soest.
Mehrere spätere Ermittlungsverfahren und gerichtlichen Untersuchungen in den 1950er und 1960er Jahren durch unterschiedliche Staatsanwaltschaften der BRD wurde ab einem bestimmten Ermittlungsergebnis nicht weiter verfolgt.